# Campionati africani di atletica leggera 2018 - Lancio del disco maschile
Il concorso del lancio del disco maschile ai Campionati africani di atletica leggera di Asaba 2018 si è svolto il 2 agosto allo Stadio Stephen Keshi.

## Risultati
| Class   | Atleta             | Nazione   | #1    | #2    | #3    | #4    | #5    | #6    | Risultati | Note |
| ------- | ------------------ | --------- | ----- | ----- | ----- | ----- | ----- | ----- | --------- | ---- |
| Oro     | Victor Hogan       | Sudafrica | 58.24 | 59.18 | 59.17 | 60.06 | 59.37 | x     | 60.06     |      |
| Argento | Werner Visser      | Sudafrica | 50.99 | 56.95 | 55.52 | 58.22 | 53.68 | x     | 58.22     |      |
| Bronzo  | Elbachir Mbarki    | Marocco   | 50.96 | 54.97 | x     | 53.64 | 54.42 | x     | 54.97     |      |
| 4       | Christopher Sophie | Mauritius | 51.18 | 52.29 | 52.31 | 49.71 | x     | x     | 52.31     |      |
| 5       | Jason van Rooyen   | Sudafrica | 47.96 | x     | 51.52 | 50.41 | x     | 51.82 | 51.82     |      |
| 6       | Yao Adantor        | Togo      | 44.69 | 46.08 | 46.46 | 45.87 | 47.20 | x     | 47.20     |      |
| 7       | Aly Abdelmagied    | Egitto    | x     | 44.40 | 45.11 | 43.97 | 46.13 | 44.42 | 46.13     |      |
| 8       | Lema Ketema        | Etiopia   | x     | 42.19 | x     | 40.60 | x     | x     | 42.19     |      |
| N.D.    | Nwoye Ifeanyi      | Nigeria   |       |       |       |       |       |       | dns       |      |
| N.D.    | Shehab Ahmed       | Egitto    |       |       |       |       |       |       | dns       |      |